# Lloydia tibetica
Lloydia tibetica är en liljeväxtart som beskrevs av John Gilbert Baker och Daniel Oliver. Lloydia tibetica ingår i släktet Lloydia och familjen liljeväxter. Inga underarter finns listade.